# Stipa vickeryana
Stipa vickeryana là một loài thực vật có hoa trong họ Hòa thảo. Loài này được J.Everett & S.W.L.Jacobs miêu tả khoa học đầu tiên năm 1983.